# ناحیه هانی کریک، شهرستان کرافورد، ایلینوی
ناحیه هانی کریک (به انگلیسی: Honey Creek Township) یک منطقهٔ مسکونی در ایالات متحده آمریکا است که در شهرستان کروفورد، ایلینوی واقع شده‌است. ناحیه هانی کریک ۱۶۹ متر بالاتر از سطح دریا واقع شده‌است.